# Andrés Ramírez (fraile)
Fray Andrés Ramírez fue un misionero franciscano novohispano, evangelizador de los poblados comarcanos a los ríos Conchos y San Pedro y ligado a la custodia franciscana de San José de Parral, en el actual estado de Chihuahua a inicios del siglo XVIII. Se le atribuye la fundación oficial o reorganización del pueblo de San Pablo, hoy Meoqui así como el establecimiento de la misión en la Junta de los Río (Ojinaga) en 1715.

## Historia
Nació en 1654, posiblemente el 30 de noviembre en Tianguistengo, perteneciente entonces a Xalatlaco, Estado de México. No se sabe a ciencia cierta los pormenores anterior a su misión en tierras chihuahuenses, pero a inicios del siglo XVIII es mencionado como misionero en San Antonio de Julimes y en los pueblos de visitas desde Ojinaga hasta San José del Parral. Fue líder prominente de las misiones franciscanas hasta el año 1718 cuando fallece en el Pueblo de San Pablo (Meoqui), lugar donde se le considera el légitimo fundador.

## Fundador de San Pablo
A fines de 1693 se comienza a repoblar una ranchería a los márgenes del Río San Pedro organizada desde Julimes que en ese año es elevada a misión. Para 1704 el pueblo de San Pablo es estable y cuenta con una población indígena. 1709 es la fecha errónea aceptada por los historiadores como fundación debido a que Fr. Andrés se asienta en la población la cual ya tiene un teniente indígena propio. La tradición histórica, la memoria del pueblo así como los historiadores locales atribuyen la fundación de San Pablo, hoy ciudad Meoqui a Fray Andrés Ramírez, pero la fecha no está comprobada, tradicionalmente se dice fue un 29 de junio, fiesta de San Pedro y San Pablo, pero es solo una conjetura ya que el nombre posiblemente le fue dado por Fray Alonso de la Oliva.
Posteriormente vendrían más familias y la población aumentaría con el paso de los años. Fray Andrés se encontraba en la región como el misionero responsable y a quien miran como el pionero en establecer la agricultura así como la siembra de hortalizas y el uso del algodón en la región. Se le atribuyen las primeras acequias y el hilado de algodón en la región.

## Misión de la Junta de los Ríos 1715 y obra misional

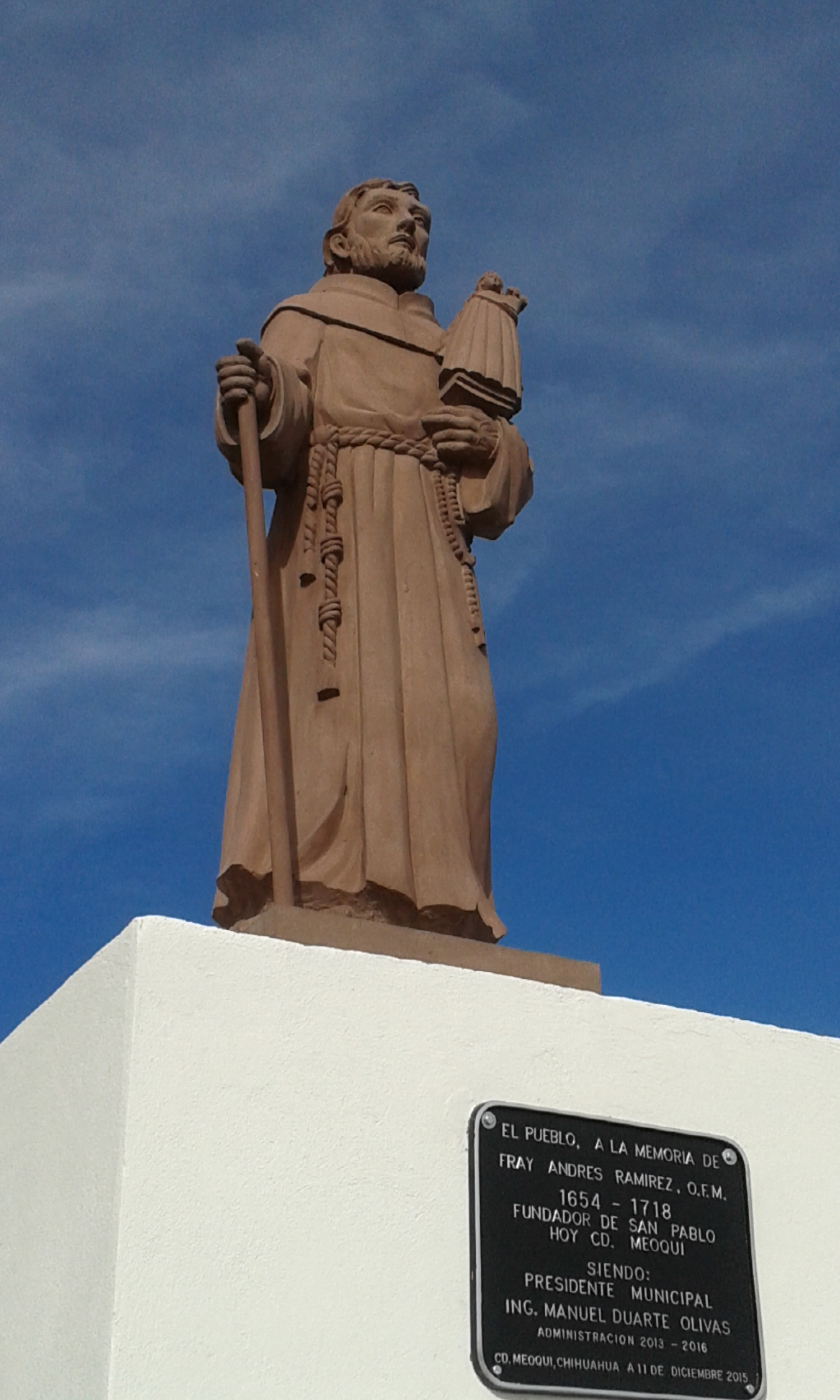
Estatua de Fr. Andrés Ramírez (1654 - 1718) fundador de San Pablo de Meoqui

En el verano de 1715 Fray Andrés Ramírez y Fray José de Arlegui, junto con el capitán Juan Antonio de Trasviña y Retes dirigen la comitiva para instalar a dos franciscanos en la nueva misión (Hoy Ojinaga). En tal misión se encomendaron a la Virgen de Loreto que acompañó la expedición. Esta advocación mariana forma parte de la iconografía del personaje y con ella se le representa. 
Enseñó a los indígenas las técnicas agrícolas del trigo, algodón y hortalizas pero nunca aprendió las lenguas de la región por lo que se hacía acompañar de traductores y catequistas autóctonos, el principal de sus colaboradores fue Don Antonio de la Cruz, gobernador indígena de San Antonio de Julimes.
A él se debe una parte de la expansión de las misiones franciscanas en Chihuahua además de que transmitió noticias de otros pueblos más al norte debido a los informes que recibió de los mismos naturales.
Después de esto siguió en las misiones de Julimes hasta que en 1718 falleció en el pueblo de San Pablo. Le sucede Fray Domingo Ortiz en 1719 y Fray Juan de Villadiego en 1722.

## Reconocimiento

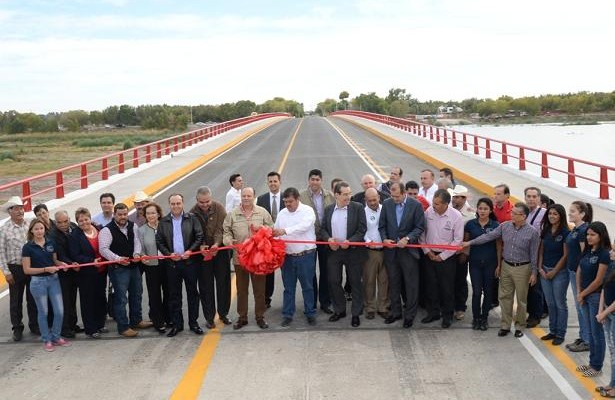
Inauguración del puente "Fr. Andrés Ramírez" en Cd. Meoqui por el gobernador cesar Duarte y presidentes municipales vecinos.

## Bibliografía

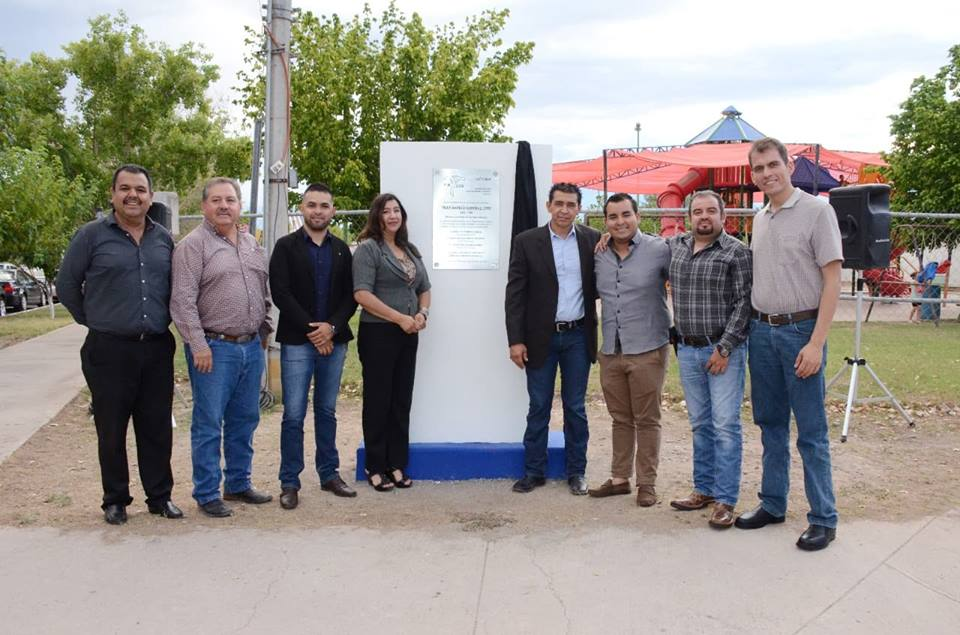
Aniversario 300 del fallecimiento del fundador de Meoqui Andrés Ramírez